# Бялковиці
Бялковіце (пол. Białkowice) — село в Польщі, у гміні Мощениця Пйотрковського повіту Лодзинського воєводства.
Населення — 186 осіб (2011).

## Демографія
Демографічна структура станом на 31 березня 2011 року:
|          | Загалом | Допрацездатний вік | Працездатний вік | Постпрацездатний вік |
| -------- | ------- | ------------------ | ---------------- | -------------------- |
| Чоловіки | 94      | 20                 | 68               | 6                    |
| Жінки    | 92      | 17                 | 52               | 23                   |
| Разом    | 186     | 37                 | 120              | 29                   |